# Бондаренко Микола Андрійович
Мико́ла Андрі́йович Бондаре́нко — старший солдат Збройних сил України, що відзначився у ході російського вторгнення в Україну у 2022 році.

## Життєпис
Микола Бондаренко народився в місті Коломиї на Івано-Франківщині. Трудову діяльність розпочав у Чернівцях, а потім обійняв посаду начальника відділу інформаційних технологій у Коломийській міській раді. З початком повномасштабного російського вторгнення в Україну був мобілізований та перебував на передовій. Загинув у червні 2022 року на Донеччині. Чин прощання із загиблим відбувся 21 червня 2022 року в церкві Святого Йосафата (дитяча церква), а похорон відбувся 22 червня. Поховали загиблого на міському кладовищі рідної Коломиї.

## Родина
У загиблого залишилися дружина, діти та батьки.

## Ушанування пам'яті
21 та 22 червня 2022 року в Коломийській громаді оголосили днями жалоби.

## Нагороди
- Орден «За мужність» III ступеня (2022) — за особисту мужність і самовіддані дії, виявлені у захисті державного суверенітету та територіальної цілісності України, вірність військовій присязі, зразкове виконання службового обов'язку.